# Lycianthes fasciculata
Lycianthes fasciculata là loài thực vật có hoa trong họ Cà. Loài này được (Rusby) Bitter mô tả khoa học đầu tiên năm 1919.